# Ramin Bahrani
Ramin Bahrani, né le 20 mars 1975 à Winston-Salem en Caroline du Nord, est un réalisateur et scénariste américain d'origine iranienne.

## Biographie
Ramin Bahrani a fait ses études à l'université Columbia.

## Filmographie
- 1998 : Backgammon
- 2000 : Strangers
- 2005 : Man Push Cart (en)
- 2007 : Chop Shop
- 2008 : Goodbye Solo
- 2009 : Plastic Bag (en)
- 2012 : At Any Price
- 2014 : 99 Homes
- 2018 : Fahrenheit 451 (téléfilm)
- 2021 : Le Tigre blanc  (The White Tiger)

## Distinctions

### Récompenses
- 2005 : Prix de la critique FIPRESCI lors du Festival du film de Londres 2005 pour en:Man Push Cart
- 2008 : Prix de la critique de la FIPRESCI lors de la Mostra de Venise 2008 pour Goodbye Solo
- 2015 : Grand prix au Festival du cinéma américain de Deauville 2015 pour 99 Homes

### Nomination
- Oscars 2021 : Meilleur scénario adapté pour Le Tigre Blanc